# Johann Hoffmann (Mediziner)

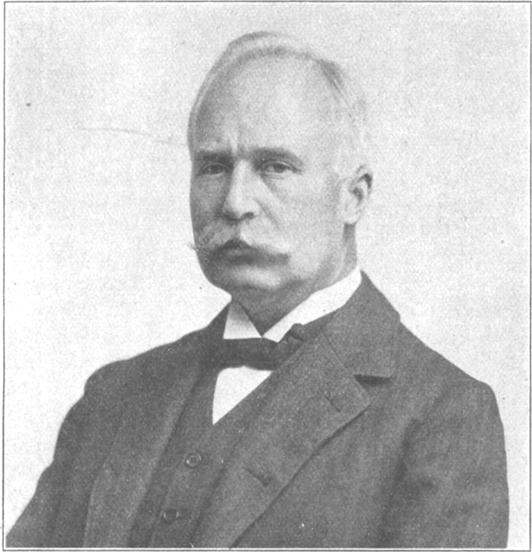
Johann Hoffmann

Johann Hoffmann (* 28. März 1857 in Hahnheim; † 1. November 1919 in Heidelberg) war ein deutscher Neurologe und Neuropathologe.
Er studierte Medizin in Heidelberg, Straßburg und Berlin. 1882/1883 legte er das Staatsexamen ab und wurde Assistent von Nicolaus Friedreich, Adolf Weil und Wilhelm Erb. 1910 wurde er ordentlicher Honorarprofessor und 1919 ordentlicher Professor für Nervenpathologie. Er beschrieb 1893 und 1897 Fälle einer fortschreitenden Muskelatrophie. Bei der Erkrankung handelte es sich um eine Form der spinalen Muskelatrophie (SMA). Die ersten beiden Fälle waren 1891 von Guido Werdnig beschrieben worden. Die infantile Verlaufsform der Erkrankung trägt das Eponym Werdnig-Hoffman-Krankheit.
Gelegentlich wird der von Hoffmann mit erforschte Morbus Charcot-Marie-Tooth auch als Charcot-Marie-Tooth-Hoffmann-Syndrom bezeichnet.

Johann Hoffmann wurde auf dem Heidelberger Bergfriedhof in der Familiengrabstätte Hoffmann/Giulini (Abt. Y) beigesetzt. 

„Das architektonische Grabmal wurde von den Brüdern Renzo und Mario Giulini für ihren Stiefvater, den 1919 verstorbenen Neurologen Johann Hoffmann entworfen.“